# Banjō Ginga
Banjō Ginga (銀河 万丈 Ginga Banjō) född den 12 november 1948 är en japansk röstskådespelare från Kofu, Yamanashi. Han är gift med röstskådespelerskan Gara Takashima.
Ginga är mest känd för sin djupa röst och för sina många roller i tv, film och tv-spel, några av hans mest kända roller är Gihren Zabi (Mobile Suit Gundam) och  Liquid Snake (Metal Gear).

## Filmografi

### Tv animation
| år   | titel                                    | karaktär                      |
| ---- | ---------------------------------------- | ----------------------------- |
| 1978 | Daikengo                                 | Doktor Gudda, kejsare Mazeran |
| 1978 | Galaxy Express 999                       | Doktor Ban, Clone C (ep 36)   |
| 1978 | The Perrine Story                        | Theodor                       |
| 1978 | Muteki Kōjin Daitarn 3                   | Neros                         |
| 1979 | Entaku no Kishi Monogatari: Moero Arthur | Labick                        |
| 1979 | Mobile Suit Gundam                       | Gihren Zabi, Cozun Graham     |
| 1979 | Koguma no Misha                          | Mishas pappa                  |
| 1979 | Cyborg 009                               | Geronimo Junior/005, Vishnu   |
| 1980 | Space Warrior Baldios                    | Alan, Kung Bado               |
| 1980 | Astro Boy                                | Gallon                        |
| 1980 | Densetsu Kyojin Ideon                    | Damido Pecchi                 |
| 1980 | Mahou Shoujo Lalabel                     | Viscous                       |
| 1980 | Moero Arthur: Hakuba no Oji              | Labick                        |
| 1981 | Swiss Family Robinson                    | Edward                        |
| 1981 | Galaxy Cyclone Braiger                   | Rasputin                      |
| 1981 | Tiger Mask II                            | Antonio Inoki                 |
| 1981 | Taiyou no Kiba Dougram                   | Chico                         |
| 1981 | Dr.Slump                                 | Mr. Kimidori                  |
| 1981 | Hello! Sandybell                         | Edward                        |
| 1982 | Ai no Senshi Rainbowman                  | Heinz Shousa                  |
| 1982 | Ochamegami Monogatari Korokoro Poron     | Poseidan                      |
| 1982 | Armored Fleet Dairugger XV               | Caponero, Mack Chukker        |
| 1982 | Galactic Gale Baxinger                   | Geruba Zorba                  |
| 1982 | The Kabocha Wine                         | Dekkin                        |
| 1982 | Cobra                                    | Col. Velga                    |
| 1982 | Sentō Mecha Xabungle                     | Fatman Big, Narrator, Timp    |
| 1982 | Fuku-chan                                | Mr. Arakuma                   |